# Szerb női kézilabda-bajnokság (első osztály)
A Superliga a legmagasabb osztályú szerb női kézilabda-bajnokság. A bajnokságot 2007 óta rendezik meg. Jelenleg tizenkét csapat játszik a bajnokságban, a legeredményesebb klub az RK Zaječar és a ŽORK Jagodina, a címvédő a Crvena zvezda Beograd.

## Kispályás bajnokságok
| Év   | 1. hely                                           | 2. hely                                           | 3. hely                                           |
| ---- | ------------------------------------------------- | ------------------------------------------------- | ------------------------------------------------- |
| 2007 | ŽRK Knjaz Miloš                                   | Naisa Niš                                         | Dinamo Pančevo                                    |
| 2008 | Naisa Niš                                         | ŽRK Kikinda                                       | Dinamo Pančevo                                    |
| 2009 | ORK Vrnjačka Banja                                | Naisa Niš                                         | ŽRK Kikinda                                       |
| 2010 | RK Zaječar                                        | ŽRK Kikinda                                       | ŽRK Knjaz Miloš                                   |
| 2011 | RK Zaječar                                        | ŽORK Jagodina                                     | Naisa Niš                                         |
| 2012 | RK Zaječar                                        | ŽORK Jagodina                                     | Radnički Kragujevac                               |
| 2013 | RK Zaječar                                        | ŽORK Jagodina                                     | Radnički Kragujevac                               |
| 2014 | Radnički Kragujevac                               | ŽORK Jagodina                                     | Milenium Beograd                                  |
| 2015 | Radnički Kragujevac                               | ŽORK Jagodina                                     | Naisa Niš                                         |
| 2016 | ŽRK Aranđelovac                                   | Naisa Niš                                         | Radnički Kragujevac                               |
| 2017 | Medicinar Šabac                                   | ŽRK Aranđelovac                                   | ŽORK Jagodina                                     |
| 2018 | ŽORK Jagodina                                     | Naisa Niš                                         | ŽRK Aranđelovac                                   |
| 2019 | ŽORK Jagodina                                     | ŽRK Aranđelovac                                   | Naisa Niš                                         |
| 2020 | A koronavírus-járvány miatt nem avattak bajnokot. | A koronavírus-járvány miatt nem avattak bajnokot. | A koronavírus-járvány miatt nem avattak bajnokot. |
| 2021 | ŽORK Jagodina                                     | Radnički Kragujevac                               | Naisa Niš                                         |
| 2022 | Železničar Inđija                                 | ŽRK Aranđelovac                                   | ŽORK Jagodina                                     |
| 2023 | ŽORK Jagodina                                     | Železničar Inđija                                 | ŽRK Aranđelovac                                   |
| 2024 | Crvena zvezda Beograd                             | Železničar Inđija                                 | ŽORK Jagodina                                     |
| 2025 | Crvena zvezda Beograd                             | Železničar Inđija                                 | ŽORK Jagodina                                     |

## Lásd még
- Szerb férfi kézilabda-bajnokság (első osztály)
- Jugoszláv női kézilabda-bajnokság (első osztály)